# Llista de topònims de la Morera de Montsant
Llista de topònims (noms propis de lloc) del municipi de la Morera de Montsant, al Priorat
Informació actualitzada per un bot. Els canvis manuals es perdran quan s'actualitzi!

## casa
| imatge | Nom                | Ubicat a              | instància de | Detalls                           | coordenades                                                                | Protecció                      | Commons (més fotos) | Dades a WD                    |
| ------ | ------------------ | --------------------- | ------------ | --------------------------------- | -------------------------------------------------------------------------- | ------------------------------ | ------------------- | ----------------------------- |
|        | Can Peira          | la Morera de Montsant | casa         | Estil: arquitectura popular       | 41° 14′ 53″ N, 0° 48′ 40″ E / 41.24813°N,0.81122°E                         | bé cultural d'interès local    | Can Peira           | Modifica les dades a Wikidata |
|        | Casa de la Procura | la Morera de Montsant | casa         | Estil: historicisme arquitectònic | 41° 14′ 53″ N, 0° 48′ 39″ E / 41.247943°N,0.810923°E ca:Pl. del Priorat, 1 | bé cultural d'interès nacional |                     | Modifica les dades a Wikidata |

## cova
| imatge | Nom                  | Ubicat a              | instància de | Detalls | coordenades                                                          | Protecció | Commons (més fotos) | Dades a WD                    |
| ------ | -------------------- | --------------------- | ------------ | ------- | -------------------------------------------------------------------- | --------- | ------------------- | ----------------------------- |
|        | Cova Roja            | la Morera de Montsant | cova         |         | 41° 16′ 00″ N, 0° 48′ 00″ E / 41.2667689198082°N,0.7998845554261°E   |           |                     | Modifica les dades a Wikidata |
|        | Cova Santa           | la Morera de Montsant | cova         |         | 41° 17′ 02″ N, 0° 52′ 34″ E / 41.2838644181924°N,0.876124407628643°E |           |                     | Modifica les dades a Wikidata |
|        | Coves Fredes         | la Morera de Montsant | cova         |         | 41° 17′ 30″ N, 0° 52′ 11″ E / 41.2916111628815°N,0.869830358881839°E |           |                     | Modifica les dades a Wikidata |
|        | cova de l'Abelló     | la Morera de Montsant | cova         |         | 41° 17′ 23″ N, 0° 51′ 59″ E / 41.289629269664°N,0.866407866121316°E  |           |                     | Modifica les dades a Wikidata |
|        | cova de l'Anoguer    | la Morera de Montsant | cova         |         | 41° 16′ 10″ N, 0° 47′ 14″ E / 41.2693380079°N,0.787311165788431°E    |           |                     | Modifica les dades a Wikidata |
|        | cova de l'Arena      | la Morera de Montsant | cova         |         | 41° 18′ 14″ N, 0° 48′ 18″ E / 41.3038333986114°N,0.805124352768269°E |           |                     | Modifica les dades a Wikidata |
|        | cova de l'Or         | la Morera de Montsant | cova         |         | 41° 17′ 22″ N, 0° 52′ 22″ E / 41.2895127805508°N,0.872764657580764°E |           |                     | Modifica les dades a Wikidata |
|        | cova de l'Àliga      | la Morera de Montsant | cova         |         | 41° 18′ 10″ N, 0° 49′ 58″ E / 41.3027068399741°N,0.832645468465798°E |           |                     | Modifica les dades a Wikidata |
|        | cova de l'Ós         | la Morera de Montsant | cova         |         | 41° 17′ 35″ N, 0° 50′ 40″ E / 41.2931853112905°N,0.844568769375512°E |           |                     | Modifica les dades a Wikidata |
|        | cova de la Bruixa    | la Morera de Montsant | cova         |         | 41° 17′ 25″ N, 0° 51′ 50″ E / 41.2902587709796°N,0.863927326629103°E |           |                     | Modifica les dades a Wikidata |
|        | cova de la Columna   | la Morera de Montsant | cova         |         | 41° 18′ 30″ N, 0° 48′ 04″ E / 41.3084248703759°N,0.801243427964993°E |           |                     | Modifica les dades a Wikidata |
|        | cova de la Falconera | la Morera de Montsant | cova         |         | 41° 17′ 57″ N, 0° 48′ 46″ E / 41.2992347972413°N,0.812898517996233°E |           |                     | Modifica les dades a Wikidata |
|        | cova de la Josepa    | la Morera de Montsant | cova         |         | 41° 16′ 37″ N, 0° 48′ 41″ E / 41.2770383534737°N,0.811299862787668°E |           |                     | Modifica les dades a Wikidata |
|        | cova del Celestino   | la Morera de Montsant | cova         |         | 41° 17′ 49″ N, 0° 49′ 27″ E / 41.2969870139612°N,0.824032890147072°E |           |                     | Modifica les dades a Wikidata |
|        | cova del Madalenet   | la Morera de Montsant | cova         |         | 41° 18′ 11″ N, 0° 51′ 06″ E / 41.3030357813256°N,0.851625789483051°E |           |                     | Modifica les dades a Wikidata |
|        | cova del Meloner     | la Morera de Montsant | cova         |         | 41° 17′ 04″ N, 0° 52′ 47″ E / 41.2844373887879°N,0.879843291663314°E |           |                     | Modifica les dades a Wikidata |
|        | cova del Metge       | la Morera de Montsant | cova         |         | 41° 17′ 56″ N, 0° 48′ 33″ E / 41.2987757636164°N,0.809127817895661°E |           |                     | Modifica les dades a Wikidata |
|        | cova del Miró        | la Morera de Montsant | cova         |         | 41° 16′ 35″ N, 0° 49′ 25″ E / 41.2765061179036°N,0.823603181208451°E |           |                     | Modifica les dades a Wikidata |
|        | cova del Parral      | la Morera de Montsant | cova         |         | 41° 17′ 56″ N, 0° 51′ 06″ E / 41.2988773471247°N,0.85177426238456°E  |           |                     | Modifica les dades a Wikidata |
|        | cova del Pedret      | la Morera de Montsant | cova         |         | 41° 17′ 19″ N, 0° 51′ 46″ E / 41.2887443547913°N,0.862890060781785°E |           |                     | Modifica les dades a Wikidata |
|        | cova del Raconer     | la Morera de Montsant | cova         |         | 41° 17′ 53″ N, 0° 52′ 25″ E / 41.2979774217088°N,0.873636081308949°E |           |                     | Modifica les dades a Wikidata |
|        | cova del Ros         | la Morera de Montsant | cova         |         | 41° 18′ 04″ N, 0° 49′ 09″ E / 41.3010986201464°N,0.819035042082937°E |           |                     | Modifica les dades a Wikidata |
|        | cova del Serret      | la Morera de Montsant | cova         |         | 41° 17′ 26″ N, 0° 51′ 59″ E / 41.2905467613918°N,0.866342135144926°E |           |                     | Modifica les dades a Wikidata |
|        | cova del Soronelles  | la Morera de Montsant | cova         |         | 41° 17′ 24″ N, 0° 49′ 53″ E / 41.2900280619203°N,0.831369591088262°E |           |                     | Modifica les dades a Wikidata |
|        | lo Racó de l'Àliga   | la Morera de Montsant | cova         |         | 41° 15′ 02″ N, 0° 47′ 17″ E / 41.2504199826546°N,0.788069239299974°E |           |                     | Modifica les dades a Wikidata |

## curs d'aigua
| imatge | Nom             | Ubicat a                        | instància de | Detalls                     | coordenades | Protecció | Commons (més fotos) | Dades a WD                    |
| ------ | --------------- | ------------------------------- | ------------ | --------------------------- | --- | --------- | ------------------- | ----------------------------- |
|        | riu de Montsant | Priorat                         | curs d'aigua | Desemboca: riu de Siurana   | 41° 19′ 19″ N, 0° 51′ 23″ E / 41.321866°N,0.856384°E 41° 10′ 15″ N, 0° 44′ 59″ E / 41.17089°N,0.749689°E                    |           | Riu de Montsant     | Modifica les dades a Wikidata |
|        | riu de Siurana  | Baix Camp Priorat Ribera d'Ebre | curs d'aigua | Desemboca: Ebre Llarg: 50km | 41° 16′ 37″ N, 0° 59′ 58″ E / 41.276988°N,0.999557°E 41° 07′ 54″ N, 0° 38′ 41″ E / 41.13170194444445°N,0.6447438888888889°E |           | Riu de Siurana      | Modifica les dades a Wikidata |

## edifici
| imatge | Nom                     | Ubicat a              | instància de | Detalls                     | coordenades                                        | Protecció                                  | Commons (més fotos)                 | Dades a WD                    |
| ------ | ----------------------- | --------------------- | ------------ | --------------------------- | -------------------------------------------------- | ------------------------------------------ | ----------------------------------- | ----------------------------- |
|        | Can Rius                | la Morera de Montsant | edifici      |                             |                                                    | bé cultural d'interès local                |                                     | Modifica les dades a Wikidata |
|        | Cases dels Treballadors | la Morera de Montsant | edifici      | Estil: arquitectura popular | 41° 14′ 50″ N, 0° 48′ 40″ E / 41.24722°N,0.81111°E | bé integrant del patrimoni cultural català | Cases dels treballadors (Escaladei) | Modifica les dades a Wikidata |
|        | la Conreria d'Escaladei | la Morera de Montsant | edifici      |                             |                                                    | bé cultural d'interès local                |                                     | Modifica les dades a Wikidata |

## entitat singular de població
| imatge | Nom                   | Ubicat a              | instància de                                   | Detalls                    | coordenades                                                       | Protecció                   | Commons (més fotos)   | Dades a WD                    |
| ------ | --------------------- | --------------------- | ---------------------------------------------- | -------------------------- | ----------------------------------------------------------------- | --------------------------- | --------------------- | ----------------------------- |
|        | Escaladei             | la Morera de Montsant | entitat singular de població                   | 48 hab Superfície: 52.7km² | 41° 14′ 52″ N, 0° 48′ 40″ E / 41.24791389°N,0.81111667°E 412 msnm |                             | Escaladei             | Modifica les dades a Wikidata |
|        | la Morera de Montsant | la Morera de Montsant | entitat singular de població capital municipal | 96 hab                     | 41° 15′ 55″ N, 0° 50′ 30″ E / 41.26529°N,0.84157°E 745 msnm       | bé cultural d'interès local | La Morera de Montsant | Modifica les dades a Wikidata |

## església
| imatge | Nom                         | Ubicat a              | instància de     | Detalls                                           | coordenades                                                 | Protecció                                  | Commons (més fotos)                                  | Dades a WD                    |
| ------ | --------------------------- | --------------------- | ---------------- | ------------------------------------------------- | ----------------------------------------------------------- | ------------------------------------------ | ---------------------------------------------------- | ----------------------------- |
|        | Mare de Déu de la Mercè     | la Morera de Montsant | església         | Estil: arquitectura gòtica arquitectura barroca   | 41° 14′ 53″ N, 0° 48′ 39″ E / 41.24815°N,0.81078°E          | bé cultural d'interès local                | Mare de Déu de la Mercè d'Escaladei                  | Modifica les dades a Wikidata |
|        | Mare de Déu de la Nativitat | la Morera de Montsant | església         | Estil: arquitectura romànica arquitectura barroca | 41° 15′ 53″ N, 0° 50′ 31″ E / 41.26473°N,0.84191°E          | bé cultural d'interès local                | Mare de Déu de la Nativitat de la Morera de Montsant | Modifica les dades a Wikidata |
|        | Maria Assumpta              | la Morera de Montsant | església capella |                                                   | 41° 14′ 44″ N, 0° 52′ 01″ E / 41.245422°N,0.86683°E         |                                            |                                                      | Modifica les dades a Wikidata |
|        | Sant Antoni de Montalt      | la Morera de Montsant | església masia   | Estil: arquitectura popular                       | 41° 15′ 40″ N, 0° 47′ 59″ E / 41.2611°N,0.79983°E 647 msnm  | bé integrant del patrimoni cultural català | Sant Antoni de Montalt                               | Modifica les dades a Wikidata |
|        | Santa Maria de Montsant     | la Morera de Montsant | església         | Estil: arquitectura gòtica arquitectura popular   | 41° 17′ 40″ N, 0° 53′ 31″ E / 41.2945°N,0.89185°E 1025 msnm | bé integrant del patrimoni cultural català | Santa Maria de Montsant                              | Modifica les dades a Wikidata |

## font
| imatge | Nom              | Ubicat a              | instància de | Detalls | coordenades                                                          | Protecció | Commons (més fotos) | Dades a WD                    |
| ------ | ---------------- | --------------------- | ------------ | ------- | -------------------------------------------------------------------- | --------- | ------------------- | ----------------------------- |
|        | font de la Pleta | la Morera de Montsant | font         |         | 41° 17′ 52″ N, 0° 49′ 36″ E / 41.2977380649763°N,0.826599586210704°E |           |                     | Modifica les dades a Wikidata |
|        | font del Sastre  | la Morera de Montsant | font         |         | 41° 18′ 10″ N, 0° 50′ 39″ E / 41.302670497016°N,0.84405904898152°E   |           |                     | Modifica les dades a Wikidata |

## jaciment arqueològic
| imatge | Nom                               | Ubicat a              | instància de                                | Detalls | coordenades                                        | Protecció                      | Commons (més fotos) | Dades a WD                    |
| ------ | --------------------------------- | --------------------- | ------------------------------------------- | ------- | -------------------------------------------------- | ------------------------------ | ------------------- | ----------------------------- |
|        | Abric del barranc de l'Àguila I   | la Morera de Montsant | jaciment arqueològic gruta amb art rupestre |         | 41° 15′ 07″ N, 0° 47′ 11″ E / 41.25194°N,0.78628°E | bé cultural d'interès nacional |                     | Modifica les dades a Wikidata |
|        | Abric del barranc de l'Àguila II  | la Morera de Montsant | jaciment arqueològic gruta amb art rupestre |         | 41° 15′ 18″ N, 0° 46′ 57″ E / 41.25507°N,0.78247°E | bé cultural d'interès nacional |                     | Modifica les dades a Wikidata |
|        | Abric del barranc de l'Àguila III | la Morera de Montsant | jaciment arqueològic gruta amb art rupestre |         | 41° 15′ 02″ N, 0° 46′ 32″ E / 41.25056°N,0.77557°E | bé cultural d'interès nacional |                     | Modifica les dades a Wikidata |

## masia
| imatge | Nom                            | Ubicat a              | instància de | Detalls                     | coordenades                                                                   | Protecció                                  | Commons (més fotos)               | Dades a WD                    |
| ------ | ------------------------------ | --------------------- | ------------ | --------------------------- | ----------------------------------------------------------------------------- | ------------------------------------------ | --------------------------------- | ----------------------------- |
|        | Mas Blanc                      | la Morera de Montsant | masia        |                             | 41° 14′ 42″ N, 0° 47′ 40″ E / 41.2450653966401°N,0.794407606387794°E          |                                            |                                   | Modifica les dades a Wikidata |
|        | Mas Déu                        | la Morera de Montsant | masia        |                             | 41° 15′ 09″ N, 0° 46′ 42″ E / 41.2525201670572°N,0.778331112429715°E          |                                            |                                   | Modifica les dades a Wikidata |
|        | Mas Nou del Barranc de l'Àliga | la Morera de Montsant | masia        |                             | 41° 15′ 07″ N, 0° 47′ 25″ E / 41.2520213978255°N,0.790318612820936°E          |                                            |                                   | Modifica les dades a Wikidata |
|        | Mas d'en Blei                  | la Morera de Montsant | masia        |                             | 41° 13′ 46″ N, 0° 52′ 01″ E / 41.2295108691947°N,0.867075853752345°E          |                                            |                                   | Modifica les dades a Wikidata |
|        | Mas d'en Fraret                | la Morera de Montsant | masia        |                             | 41° 15′ 57″ N, 0° 51′ 52″ E / 41.2659207660572°N,0.864350987620255°E          |                                            |                                   | Modifica les dades a Wikidata |
|        | Mas d'en Gil                   | la Morera de Montsant | masia        |                             | 41° 14′ 52″ N, 0° 52′ 06″ E / 41.2477457149407°N,0.868296666165988°E          |                                            |                                   | Modifica les dades a Wikidata |
|        | Mas d'en Miqueló               | la Morera de Montsant | masia        |                             | 41° 13′ 49″ N, 0° 52′ 09″ E / 41.23018121783°N,0.8691117656674°E              |                                            |                                   | Modifica les dades a Wikidata |
|        | Mas d'en Porqueres             | la Morera de Montsant | masia        |                             | 41° 16′ 05″ N, 0° 52′ 14″ E / 41.2681796499867°N,0.870568581153567°E          |                                            |                                   | Modifica les dades a Wikidata |
|        | Mas d'en Revull                | la Morera de Montsant | masia        |                             | 41° 14′ 37″ N, 0° 52′ 58″ E / 41.2436164375552°N,0.882715146706271°E          |                                            |                                   | Modifica les dades a Wikidata |
|        | Mas de Dionís                  | la Morera de Montsant | masia        |                             | 41° 14′ 50″ N, 0° 46′ 33″ E / 41.247132091693°N,0.775900200722796°E           |                                            |                                   | Modifica les dades a Wikidata |
|        | Mas de Farena                  | la Morera de Montsant | masia        |                             | 41° 15′ 55″ N, 0° 51′ 48″ E / 41.2651611576953°N,0.863217833765075°E          |                                            |                                   | Modifica les dades a Wikidata |
|        | Mas de Forçans                 | la Morera de Montsant | masia        |                             | 41° 15′ 22″ N, 0° 46′ 58″ E / 41.2562340905754°N,0.782692980910026°E          |                                            |                                   | Modifica les dades a Wikidata |
|        | Mas de l'Abella                | la Morera de Montsant | masia        |                             | 41° 14′ 53″ N, 0° 52′ 43″ E / 41.2481187935679°N,0.878738868896684°E          |                                            |                                   | Modifica les dades a Wikidata |
|        | Mas de l'Extrem                | la Morera de Montsant | masia        |                             | 41° 15′ 48″ N, 0° 46′ 51″ E / 41.2634389876667°N,0.780789940973662°E 828 msnm |                                            | Mas de l'Extrem                   | Modifica les dades a Wikidata |
|        | Mas de la Serra                | la Morera de Montsant | masia        |                             | 41° 15′ 46″ N, 0° 52′ 37″ E / 41.262713713453°N,0.87697725662073°E            |                                            |                                   | Modifica les dades a Wikidata |
|        | Mas del Cerdanyès              | la Morera de Montsant | masia        |                             | 41° 12′ 56″ N, 0° 52′ 11″ E / 41.2156426321417°N,0.869649843315146°E          |                                            |                                   | Modifica les dades a Wikidata |
|        | Mas del Racó                   | la Morera de Montsant | masia        |                             | 41° 16′ 28″ N, 0° 52′ 08″ E / 41.2745683963989°N,0.868772991918914°E          |                                            |                                   | Modifica les dades a Wikidata |
|        | Masia del Tancat               | la Morera de Montsant | masia        | Estil: arquitectura popular | 41° 14′ 44″ N, 0° 47′ 44″ E / 41.2455729385822°N,0.795512292351886°E          | bé cultural d'interès local                |                                   | Modifica les dades a Wikidata |
|        | la Caixa del Cerdanyès         | la Morera de Montsant | masia        |                             | 41° 13′ 23″ N, 0° 51′ 52″ E / 41.2231134355154°N,0.864516160061189°E          |                                            |                                   | Modifica les dades a Wikidata |
|        | la Pietat                      | la Morera de Montsant | masia        | Estil: arquitectura popular | 41° 15′ 41″ N, 0° 48′ 39″ E / 41.26146°N,0.810777°E 550 msnm                  | bé integrant del patrimoni cultural català | La Pietat (la Morera de Montsant) | Modifica les dades a Wikidata |

## molí d'aigua
| imatge | Nom                 | Ubicat a              | instància de | Detalls                     | coordenades | Protecció                                  | Commons (més fotos) | Dades a WD                    |
| ------ | ------------------- | --------------------- | ------------ | --------------------------- | ----------- | ------------------------------------------ | ------------------- | ----------------------------- |
|        | Molí de l'Argamassa | la Morera de Montsant | molí d'aigua | Estil: arquitectura popular |             | bé integrant del patrimoni cultural català |                     | Modifica les dades a Wikidata |
|        | Molí del Tancat     | la Morera de Montsant | molí d'aigua | Estil: arquitectura popular |             | bé integrant del patrimoni cultural català |                     | Modifica les dades a Wikidata |

## muntanya
| imatge | Nom                        | Ubicat a                          | instància de | Detalls | coordenades                                                                  | Protecció | Commons (més fotos)        | Dades a WD                    |
| ------ | -------------------------- | --------------------------------- | ------------ | ------- | ---------------------------------------------------------------------------- | --------- | -------------------------- | ----------------------------- |
|        | Lo Graner                  | la Morera de Montsant             | muntanya     |         | 41° 17′ 42″ N, 0° 49′ 53″ E / 41.295°N,0.831464°E 1039.8 msnm                |           |                            | Modifica les dades a Wikidata |
|        | Molló Alt                  | Margalef la Morera de Montsant    | muntanya     |         | 41° 17′ 16″ N, 0° 48′ 36″ E / 41.28773056°N,0.81008056°E 1027.9 msnm         |           |                            | Modifica les dades a Wikidata |
|        | Piló dels Senyalets        | la Morera de Montsant             | muntanya     |         | 41° 16′ 54″ N, 0° 49′ 35″ E / 41.281666666667°N,0.82638888888889°E 1107 msnm |           | Piló dels Senyalets        | Modifica les dades a Wikidata |
|        | Punta Alta del Boter       | la Morera de Montsant             | muntanya     |         | 41° 16′ 05″ N, 0° 47′ 52″ E / 41.2681725°N,0.79785556°E 1006.7 msnm          |           |                            | Modifica les dades a Wikidata |
|        | Punta de la Canaleta       | Cabassers la Morera de Montsant   | muntanya     |         | 41° 14′ 49″ N, 0° 46′ 15″ E / 41.24706667°N,0.77095833°E 703.7 msnm          |           |                            | Modifica les dades a Wikidata |
|        | Punta de la Falconera      | Margalef la Morera de Montsant    | muntanya     |         | 41° 18′ 05″ N, 0° 47′ 59″ E / 41.3014°N,0.799719°E 753.3 msnm                |           |                            | Modifica les dades a Wikidata |
|        | Punta de la Galera         | la Morera de Montsant Ulldemolins | muntanya     |         | 41° 18′ 21″ N, 0° 51′ 34″ E / 41.30571944°N,0.85940278°E 953.6 msnm          |           |                            | Modifica les dades a Wikidata |
|        | Punta de la Guixera        | Cabassers la Morera de Montsant   | muntanya     |         | 41° 14′ 30″ N, 0° 46′ 06″ E / 41.24177222°N,0.76841028°E 717.7 msnm          |           |                            | Modifica les dades a Wikidata |
|        | Punta de la Serra Major    | la Morera de Montsant             | muntanya cim |         | 41° 17′ 17″ N, 0° 53′ 34″ E / 41.288127°N,0.892871°E 1158 msnm               |           | Punta de la Serra Major    | Modifica les dades a Wikidata |
|        | Punta del Llorito          | Cabassers la Morera de Montsant   | muntanya     |         | 41° 15′ 44″ N, 0° 46′ 35″ E / 41.26225833°N,0.77633333°E 880.5 msnm          |           |                            | Modifica les dades a Wikidata |
|        | Punta del Llurba           | la Morera de Montsant Ulldemolins | muntanya     |         | 41° 18′ 03″ N, 0° 52′ 10″ E / 41.3007°N,0.869544°E 1103.5 msnm               |           | Punta del Llurba           | Modifica les dades a Wikidata |
|        | Punta del Peret            | la Morera de Montsant Ulldemolins | muntanya     |         | 41° 17′ 59″ N, 0° 52′ 47″ E / 41.29960556°N,0.879675°E 1045 msnm             |           |                            | Modifica les dades a Wikidata |
|        | Punta dels Pins Carrassers | la Morera de Montsant Ulldemolins | muntanya     |         | 41° 18′ 20″ N, 0° 50′ 31″ E / 41.305632°N,0.842026°E 1062 msnm               |           | Punta dels Pins Carrassers | Modifica les dades a Wikidata |
|        | Roca Corbatera             | la Morera de Montsant             | muntanya     |         | 41° 17′ 19″ N, 0° 53′ 28″ E / 41.288591728°N,0.891232362067°E 1163 msnm      |           | Roca Corbatera             | Modifica les dades a Wikidata |
|        | Roca de les Dotze          | la Morera de Montsant             | muntanya     |         | 41° 16′ 51″ N, 0° 52′ 28″ E / 41.28090833°N,0.87438333°E 1110.1 msnm         |           |                            | Modifica les dades a Wikidata |
|        | Roca de les Onze           | la Morera de Montsant             | muntanya     |         | 41° 16′ 26″ N, 0° 51′ 02″ E / 41.273759°N,0.850566°E 1091.9 msnm             |           |                            | Modifica les dades a Wikidata |
|        | Roca del Xollat            | la Morera de Montsant             | muntanya     |         | 41° 16′ 28″ N, 0° 51′ 17″ E / 41.2744°N,0.854775°E 1078.6 msnm               |           |                            | Modifica les dades a Wikidata |
|        | Tossal d'en Bou            | la Morera de Montsant Poboleda    | muntanya     |         | 41° 14′ 31″ N, 0° 52′ 02″ E / 41.24185278°N,0.86729333°E 514.2 msnm          |           |                            | Modifica les dades a Wikidata |
|        | el Tormo                   | la Morera de Montsant             | muntanya     |         | 41° 16′ 12″ N, 0° 51′ 42″ E / 41.2701°N,0.861569°E 741.8 msnm                |           |                            | Modifica les dades a Wikidata |
|        | la Cogulla                 | Margalef la Morera de Montsant    | muntanya     |         | 41° 16′ 39″ N, 0° 48′ 20″ E / 41.2775256311°N,0.805672027137°E 1062 msnm     |           | La Cogulla del Montsant    | Modifica les dades a Wikidata |
|        | la Falconera               | la Morera de Montsant             | muntanya     |         | 41° 16′ 25″ N, 0° 50′ 48″ E / 41.27349722°N,0.846625°E 1102.7 msnm           |           |                            | Modifica les dades a Wikidata |

## serra
| imatge | Nom               | Ubicat a | instància de | Detalls            | coordenades                                                          | Protecció | Commons (més fotos)                 | Dades a WD                    |
| ------ | ----------------- | --- | ------------ | ------------------ | -------------------------------------------------------------------- | --------- | ----------------------------------- | ----------------------------- |
|        | La Serra          | Cornudella de Montsant la Morera de Montsant                                                                                                  | serra        |                    | 41° 15′ 15″ N, 0° 52′ 55″ E / 41.2541°N,0.881814°E 697.3 msnm        |           |                                     | Modifica les dades a Wikidata |
|        | Serra Major       | la Morera de Montsant | serra        |                    | 41° 16′ 38″ N, 0° 51′ 28″ E / 41.27728889°N,0.85773611°E 1110.1 msnm |           | Serra Major (la Morera de Montsant) | Modifica les dades a Wikidata |
|        | les Tosses        | la Morera de Montsant | serra        |                    | 41° 17′ 31″ N, 0° 49′ 14″ E / 41.29186111°N,0.82064722°E 1026.6 msnm |           |                                     | Modifica les dades a Wikidata |
|        | serra de Montsant | la Morera de Montsant Cabassers Ulldemolins Cornudella de Montsant la Vilella Alta la Vilella Baixa la Bisbal de Montsant la Figuera Margalef | serra        | Superfície: 135km² | 41° 17′ 35″ N, 0° 47′ 52″ E / 41.29295278°N,0.79780278°E             |           | Montsant                            | Modifica les dades a Wikidata |
|        | serra del Sarraí  | Margalef la Morera de Montsant | serra        |                    | 41° 17′ 58″ N, 0° 48′ 06″ E / 41.29943611°N,0.80164639°E 762 msnm    |           |                                     | Modifica les dades a Wikidata |

## teuleria
| imatge | Nom                                 | Ubicat a              | instància de | Detalls                     | coordenades | Protecció                                  | Commons (més fotos) | Dades a WD                    |
| ------ | ----------------------------------- | --------------------- | ------------ | --------------------------- | ----------- | ------------------------------------------ | ------------------- | ----------------------------- |
|        | Forn del Rosalí                     | la Morera de Montsant | teuleria     | Estil: arquitectura popular |             | bé integrant del patrimoni cultural català |                     | Modifica les dades a Wikidata |
|        | Forn rajoler del barranc de l'Horta | la Morera de Montsant | teuleria     | Estil: arquitectura popular |             | bé integrant del patrimoni cultural català |                     | Modifica les dades a Wikidata |

## vèrtex geodèsic
| imatge | Nom            | Ubicat a              | instància de    | Detalls   | coordenades                                                        | Protecció | Commons (més fotos) | Dades a WD                    |
| ------ | -------------- | --------------------- | --------------- | --------- | ------------------------------------------------------------------ | --------- | ------------------- | ----------------------------- |
|        | Els Siñalets   | la Morera de Montsant | vèrtex geodèsic | Alt: 1.2m | 41° 16′ 54″ N, 0° 49′ 36″ E / 41.281689°N,0.826612°E 1109.133 msnm |           |                     | Modifica les dades a Wikidata |
|        | Roca Corbatera | la Morera de Montsant | vèrtex geodèsic | Alt: 1.2m | 41° 17′ 19″ N, 0° 53′ 28″ E / 41.288572°N,0.891245°E 1163.174 msnm |           |                     | Modifica les dades a Wikidata |

## Misc
| imatge | Nom                                        | Ubicat a                                                | instància de                        | Detalls                                                                                        | coordenades                                                                     | Protecció                                            | Commons (més fotos)                             | Dades a WD                    |
| ------ | ------------------------------------------ | ------------------------------------------------------- | ----------------------------------- | ---------------------------------------------------------------------------------------------- | ------------------------------------------------------------------------------- | ---------------------------------------------------- | ----------------------------------------------- | ----------------------------- |
|        | Abeurador                                  | la Morera de Montsant                                   | abeurador                           | Estil: arquitectura popular                                                                    | 41° 14′ 53″ N, 0° 48′ 39″ E / 41.248106°N,0.810722°E                            | bé integrant del patrimoni cultural català           | Abeurador de la conreria d'Escaladei            | Modifica les dades a Wikidata |
|        | Cartoixa d'Escaladei                       | la Morera de Montsant província cartoixana de Catalunya | monestir cartoixà monument històric | Estil: arquitectura romànica arquitectura gòtica arquitectura barroca arquitectura neoclàssica | 41° 15′ 25″ N, 0° 48′ 37″ E / 41.256875°N,0.810226°E                            | bé cultural d'interès nacional                       | Cartoixa d'Escaladei                            | Modifica les dades a Wikidata |
|        | Castell de la Morera                       | la Morera de Montsant                                   | castell                             | 13rd century                                                                                   | 41° 15′ 52″ N, 0° 50′ 28″ E / 41.2645°N,0.841109°E ca:Carrer de l'Obac 752 msnm | bé d'interès cultural bé cultural d'interès nacional | Castell de la Morera de Montsant                | Modifica les dades a Wikidata |
|        | Monestir de Santa Maria de Bonrepòs        | la Morera de Montsant                                   | monestir cistercenc masia           | Estil: arquitectura popular                                                                    | 41° 15′ 43″ N, 0° 51′ 21″ E / 41.26199°N,0.85591°E 549 msnm                     | bé cultural d'interès local                          | Mas de Sant Blai                                | Modifica les dades a Wikidata |
|        | Pont d'Escala Dei                          | la Morera de Montsant                                   | pont                                | Estil: arquitectura popular                                                                    | 41° 14′ 51″ N, 0° 48′ 42″ E / 41.247387°N,0.811731°E                            | bé integrant del patrimoni cultural català           |                                                 | Modifica les dades a Wikidata |
|        | Portes del carrer Major                    | la Morera de Montsant                                   | porta                               | Estil: arquitectura popular                                                                    | 41° 15′ 52″ N, 0° 50′ 30″ E / 41.264551°N,0.841651°E                            | bé integrant del patrimoni cultural català           | Portes del carrer Major (La Morera de Montsant) | Modifica les dades a Wikidata |
|        | Pou de neu Mas Blanc                       | la Morera de Montsant                                   | pou de neu                          | Estil: arquitectura popular                                                                    |                                                                                 | bé integrant del patrimoni cultural català           |                                                 | Modifica les dades a Wikidata |
|        | casa consistorial de la Morera de Montsant | la Morera de Montsant                                   | casa consistorial                   |                                                                                                | 41° 15′ 54″ N, 0° 50′ 31″ E / 41.26489362422795°N,0.8418150110312842°E          |                                                      |                                                 | Modifica les dades a Wikidata |
|        | el Pont Natural                            | la Morera de Montsant                                   | abric rocós                         |                                                                                                | 41° 17′ 58″ N, 0° 49′ 25″ E / 41.2993406038801°N,0.823703814785944°E            |                                                      |                                                 | Modifica les dades a Wikidata |
|        | lo Corral                                  | la Morera de Montsant                                   | cabana                              |                                                                                                | 41° 14′ 48″ N, 0° 48′ 27″ E / 41.2466196489039°N,0.807398984727326°E            |                                                      |                                                 | Modifica les dades a Wikidata |